# 232306 Bekuška
232306 Bekuška è un asteroide della fascia principale. Scoperto nel 2002, presenta un'orbita caratterizzata da un semiasse maggiore pari a 2,2230386 au e da un'eccentricità di 0,1060977, inclinata di 3,42242° rispetto all'eclittica.